# Liste des maires de Foix
La liste des maires de Foix présente la liste des maires de la commune française de Foix, située dans le département de l'Ariège en région Occitanie. Jusqu'en 2015, la commune est rattachée à la région Midi-Pyrénées.

## L'hôtel de ville

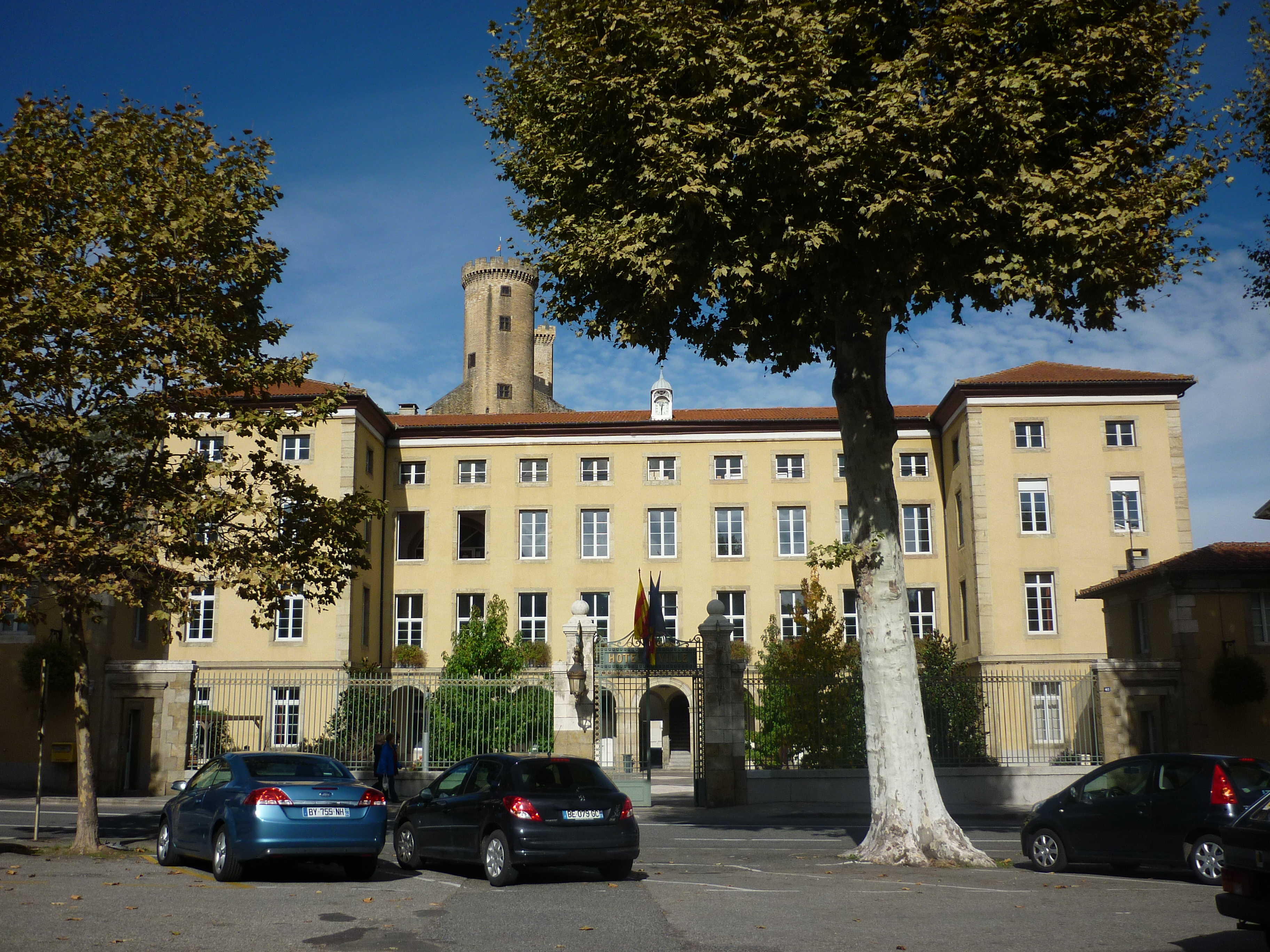
L'hôtel de ville.

## Liste des maires
| Nom           | Nom                                                        | Début du mandat   | Fin du mandat     | Parti                  | Notes |
| ------------- | ---------------------------------------------------------- | ----------------- | ----------------- | ---------------------- | --- |
| XVIIIe siècle |                                                            |                   |                   |                        | |
|               | Jean ou Louis Bertrand d'Artiguières (-- )                 | 1790              | 1792              |                        | Ancien mousquetaire, maître de camp des dragons Propriétaire à La Bastide-de-Sérou Secrétaire puis président de l'administration municipale en 1789 Chevalier de Saint-Louis                                              |
|               | Joseph des Faures, seigneur de Marseillas                  | 1er janvier 1793  |                   |                        | Capitaine d'infanterie Chevalier de Saint-Louis |
|               | Pierre Vital Amardel                                       | 1793              | An III            |                        | Militaire |
|               | Jean-Pierre Séré                                           | An III            | An IV             |                        | |
|               | Joseph-Thiébault de Calvet, baron de Madaillan (1766-1820) | An IV             | An V              | Minorité ministérielle | Capitaine Député de l'Ariège (1809 → 1815 et 1815 → 1820) Questeur du Corps législatif (1813 → 1820) Président du conseil général Baron d'Empire (1813)                                                                   |
|               | Pierre Vital Amardel (-- )                                 | An V              | An VIII           |                        | Militaire |
|               | Honoré Commanay                                            | An VIII           | An VIII           |                        | |
| XIXe siècle   |                                                            |                   |                   |                        | |
|               | Jean Pierre Acoquat                                        | An VIII (1799)    | 9 juin 1813       |                        | |
|               | Antoine-Volusien-Marie de Séré (1781-1852)                 | 10 juin 1813      | 30 décembre 1814  |                        | Propriétaire |
|               | Jean Alexis Latheulade                                     | 31 décembre 1814  | 3 juillet 1815)   |                        | |
|               | Pierre Vital Amardel                                       | 1815              | 1815              |                        | |
|               | Gaspard Fornier de Clauselles                              | 1815              | 1815              |                        | Député de l'Ariège (1815 → 1823) Conseiller général de l'Ariège Ancien maire d'Ax-les-Thermes (1800 → 1813) |
|               | Jean-Baptiste Acoquat Fontvives                            | 15 août 1815      | 7 mai 1817)       |                        | |
|               | Jean Alexis Latheulade                                     | 8 mai 1817        | 30 juillet 1821   |                        | |
|               | Antoine-Volusien-Marie de Séré (1781-1852)                 | 31 juillet 1821   | 15 septembre 1830 |                        | Propriétaire |
|               | Jean-Joseph Fauré                                          | 16 septembre 1830 | 30 octobre 1830   |                        | |
|               | Dominique Espy                                             | 1er novembre 1830 | 15 septembre 1835 |                        | Maître de forges Conseiller général de Foix (1852 → 1867) |
|               | Jean Fulgence Joffres                                      | 16 septembre 1835 | 29 octobre 1840   |                        | Avocat |
|               | Aimé Font                                                  | 30 octobre 1840   | 13 novembre 1843  |                        | |
|               | Paul Jean Latheulade                                       | 14 novembre 1843  | 22 octobre 1846   |                        | |
|               | Gomer Vidal                                                | 23 octobre 1846   | 2 avril 1848      |                        | |
|               | Jean Baptiste Hippolyte Doumenjou                          | 3 avril 1848      | 6 avril 1854      |                        | |
|               | Auguste Toussaint                                          | 7 avril 1854      | 1861              |                        | |
|               | Auguste Mercadier                                          | 1861              | 17 août 1870      |                        | Conseiller général de Foix (1867 → 1871) |
|               | Louis Charles Laborde (1833-1910)                          | 18 août 1870      | 20 avril 1871     | Gauche républicaine    | Avocat Sénateur de l'Ariège (1879 → 1880) Conseiller général de Foix (1871 → 1904) Président du conseil général (1871 → 1877)                                                                                             |
|               | François Maugard                                           | 21 avril 1871     | 23 février 1874   |                        | |
|               | Prosper Auguste de Séré (1818-1882)                        | 26 février 1874   | 1876              |                        | |
|               | Henri Deramond                                             | 1876              | 5 février 1880    |                        | Avocat, adjoint faisant fonction de maire |
|               | M. de Garaud de Montesquieu                                | 6 février 1880    | 4 mars 1881       |                        | |
|               | Paul Barrau                                                | 5 mars 1881       | 19 mai 1888       |                        | |
|               | Charles Fauré                                              | 20 mai 1888       | 23 mars 1891      |                        | |
|               | Paul Barrau                                                | 24 mars 1891      | 16 mai 1896       |                        | |
|               | Théodore Durandau                                          | 17 mai 1896       | 19 mai 1900       |                        | |
| XXe siècle    |                                                            |                   |                   |                        | |
|               | Georges Raynald (1866-1937)                                | 20 mai 1900       | 9 décembre 1919   | RG                     | Docteur ès lettres, avocat et journaliste Sénateur de l'Ariège (1912 → 1930) Conseiller général de Foix (1904 → 1934) |
|               | Georges Dutilh                                             | 10 décembre 1919  | 17 octobre 1930   | Rad.                   | |
|               | Raphaël Capdeville                                         | 11 novembre 1930  | 2 juillet 1941    |                        | Révoqué par le Gouvernement de Vichy |
|               | Jules Eychene                                              | 3 juillet 1941    | 19 août 1944      |                        | |
|               | Pierre Faur (1886-1965)                                    | 20 août 1944      | 30 octobre 1947   | SFIO                   | Instituteur puis professeur de cours complémentaires Conseiller général de Foix (1945 → 1965) Président du conseil général (1949 → 1965)                                                                                  |
|               | Eugène Bonnel                                              | 1er novembre 1947 | 2 septembre 1950  |                        | |
|               | Fernand Roques                                             | 20 octobre 1950   | 14 mars 1965      | MRP                    | Professeur de lycée |
|               | Olivier Carol (1908-1985)                                  | 20 mars 1965      | 11 novembre 1985  | SFIO puis PS           | Instituteur et directeur d'école Conseiller général de Foix (1966 → 1985) Conseiller général de Foix-Ville (1985) Conseiller régional de Midi-Pyrénées Député suppléant de Gilbert Faure (1967 → 1978) Décédé en fonction |
|               | Jean-Noël Fondère (1947-2012)                              | 27 novembre 1985  | 27 juin 2012      | PS                     | Médecin Adjoint au maire (1983 → 1985) Conseiller général de Foix-Ville (2001 → 2012) Conseiller régional de Midi-Pyrénées Décédé en fonction                                                                             |
| XXIe siècle   |                                                            |                   |                   |                        | |
|               | Richard Senssac (1948- )                                   | 12 juillet 2012   | 27 mars 2014      | PS                     | Entrepreneur de transport Conseiller municipal de Serres-sur-Arget (1977 → 1995) Adjoint au maire (1995 → 2012) Maire honoraire                                                                                           |
|               | Norbert Meler (1951- )                                     | 28 mars 2014      | 3 octobre 2023    | PS                     | Retraité de l'enseignement Président de la CC du Pays de Foix (2014 → 2016) Démissionnaire |
|               | Marine Bordes (1971- )                                     | 3 octobre 2023    | En cours          | PS                     | Directrice générale d'association Ancienne première adjointe (2014 → 2023) |

## Compléments